# Pataca macaense
La pataca (en chino tradicional, 澳門圓; en chino simplificado, 澳门元; pinyin, Àoményuán) es la moneda de curso legal de la región administrativa especial de Macao. Se divide en 100 avos (en chino: 仙, sin) o 10 ho (en chino: 毫). Su código ISO 4217 es MOP y la abreviatura utilizada es MOP$.
Macao adoptó un Consejo Monetario en el que la pataca, de curso legal, está respaldada en su totalidad por divisas extranjeras, en este caso, por el dólar de Hong Kong. Además, este Consejo Monetario, la Autoridad monetaria de Macao, tiene la obligación por estatuto de emitir y canjear patacas según la demanda frente al dólar de Hong Kong con una tasa de cambio fijada y sin límite.

## Etimología
La palabra pataca designa diversas monedas tanto en portugués como en castellano y en catalán desde antiguo. En portugués se documenta al menos desde el siglo XVI. Su origen es dudoso, pero tiene relación con las formas patac del provenzal y patacca del italiano. Ninguna de estas formas deriva o procede de la voz pataca con que se designa la patata u otras plantas con tubérculos comestibles, en castellano, en catalán y en gallego. Por el contrario, si alguna influencia hubo, fue en sentido contrario, siendo el nombre de la moneda una posible influencia en el cambio de patata a pataca como denominación de los tubérculos. De hecho, la difusión del cultivo de la patata en tierras europeas es posterior al uso de pataca como nombre de moneda.
El nombre chino para esta moneda era yuan (圓), al igual que muchas otras monedas de la zona, ya que el carácter chino significa "circular". De todas formas, los habitantes de Hong Kong y Macao se refieren a esta moneda como "dinero portugués" (葡幣), término ya utilizado bajo la administración portuguesa.

## Historia
La pataca se introdujo en 1894 como unidad de cuenta. Al principio equivalía a un peso mexicano (real castellano o dólar de Hong Kong) y sustituyó al real portugués con una tasa de cambio de 1 MOP = 450 réis. En 1905, el gobierno de Macao garantizó al Banco Nacional Ultramarino (大西洋銀行) el monopolio para emitir billetes denominados en patacas. La primera serie de billetes de 1 y 5 patacas se emitió el 27 de enero de 1906.
Hasta 1935, la pataca se fijó al dólar de Hong Kong a la par. Desde entonces se han sucedido varias tasas de cambio frente al escudo portugués antes de volver a readoptar el dólar de Hong Kong como base.
En 1980, el gobierno de Macao creó el Instituto de Emisión de Macao, el cual tiene el monopolio de emitir billetes denominados en patacas. El Banco Nacional Ultramarino pasó a ser un agente del Instituto Monetario y continuó emitiendo billetes. Tras un acuerdo firmado el 16 de octubre de 1995, la rama del Banco de China para Macao (中國銀行澳門分行) es la segunda institución bancaria que puede emitir billetes. La competencia para emitir patacas se transfirió finalmente a la Agencia Monetaria de Macao.

## Cono monetario

### Monedas

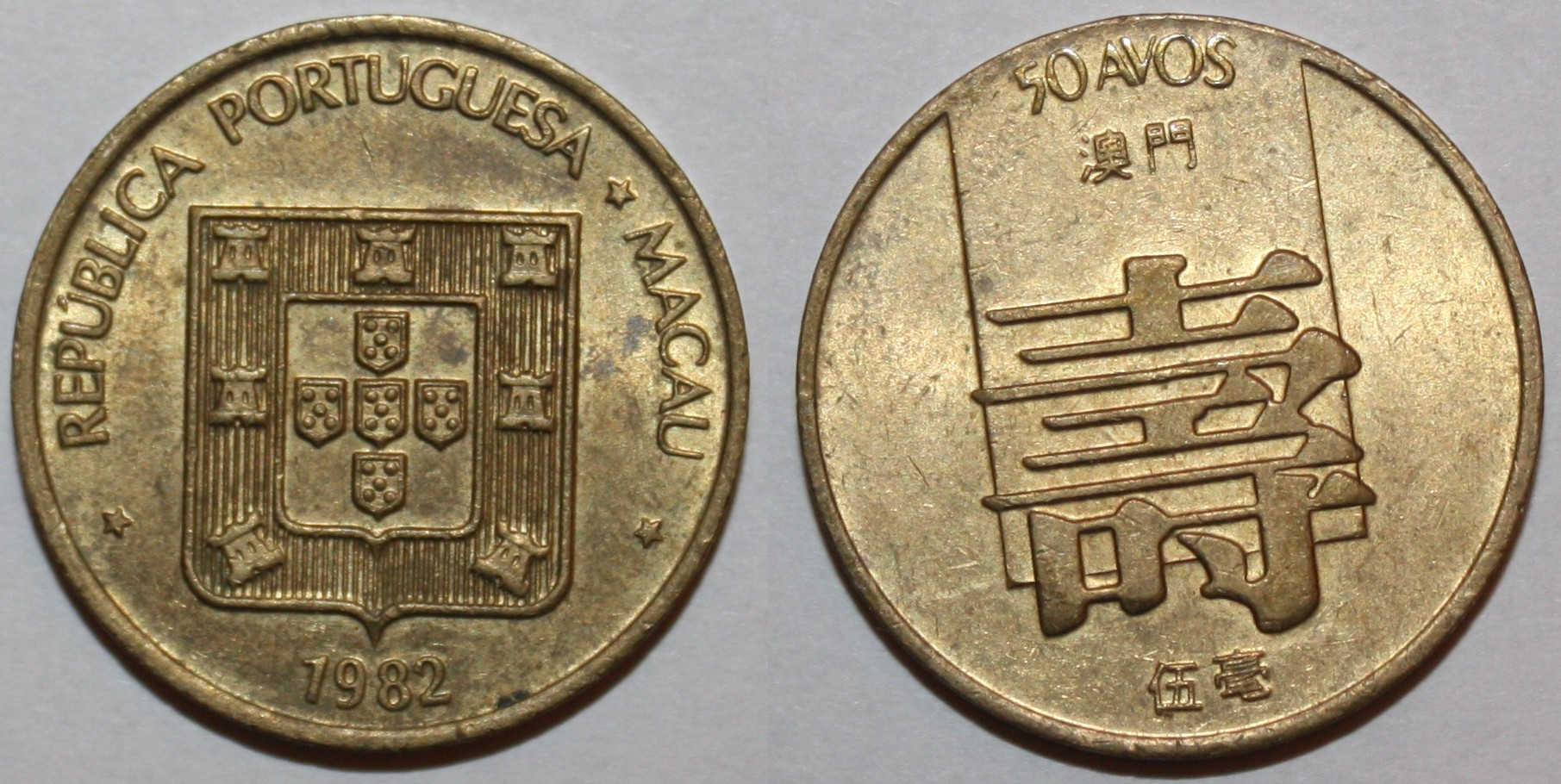
50 Avos, 1982
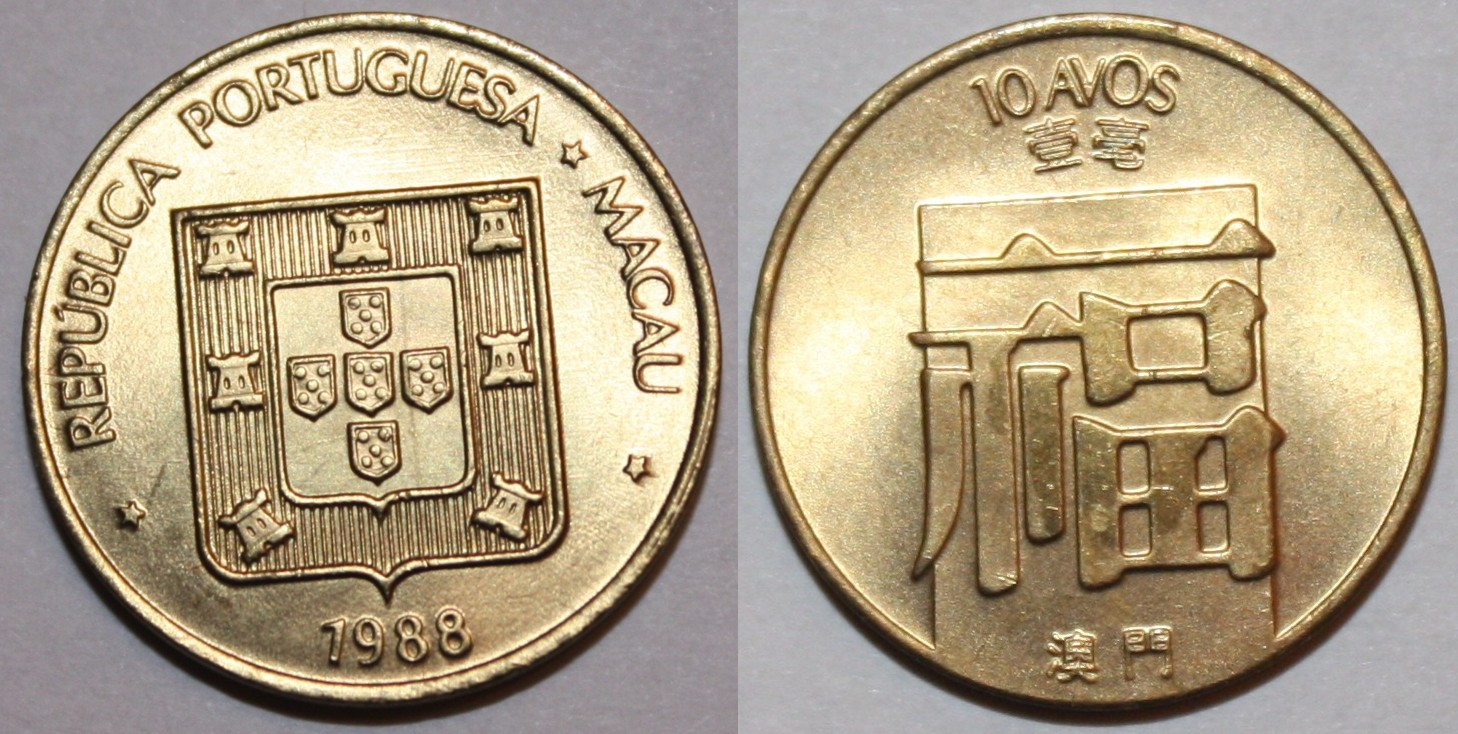
10 Avos, 1988
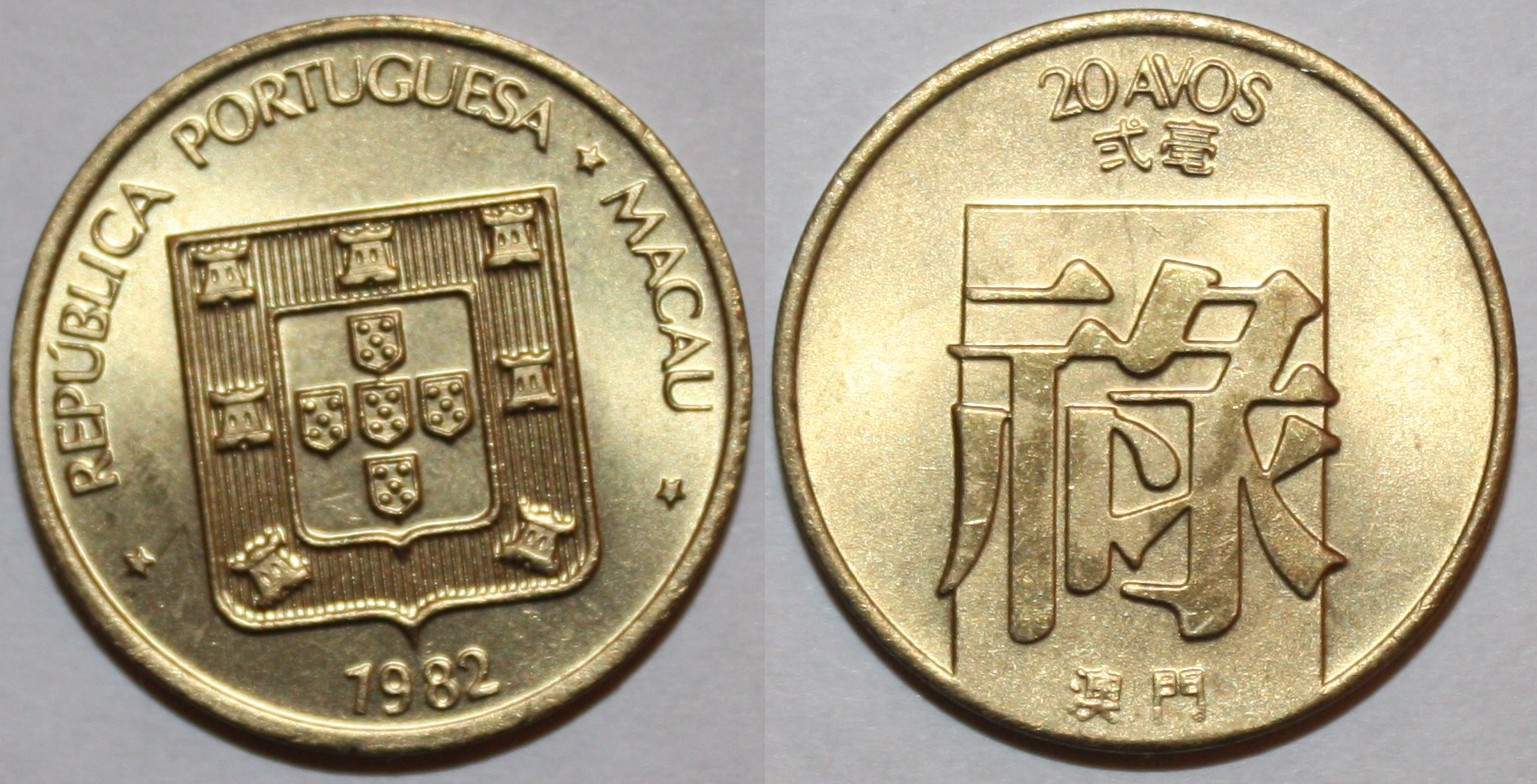
20 Avos, 1982

Hasta 1952 no se acuñaron monedas específicas para Macao. Para suplir esta necesidad circulaban monedas de 20 centavos de Cantón. En 1952 se introdujeron las primeras monedas de bronce de 5 y 10 avos, 50 avos de cuproníquel y 1 y 5 patacas de plata de 720 milésimas. El latón sustituyó al bronce en 1967, y el níquel a la plata en 1968. En 1971 la cantidad de plata de las monedas de 5 patacas se redujo a 650 milésimas.
En 1982 se introdujo una nueva serie en denominaciones de 10, 20 y 50 avos de latón y 1 y 5 patacas de cuproníquel. En 1993 las monedas de 20 avos y 5 patacas se acuñaron de forma dodecagonal, y se añadió una moneda bimetálica de 10 patacas en 1997, y otra de 2 patacas de cuproníquel en 1998.
| Imagen         | Denominación | Emisión | Metal    | Metal    | Diámetro (mm) | Peso (g) | Canto                | Anverso                  | Reverso                                                      |
| Imagen         | Denominación | Emisión | Anillo   | Centro   | Diámetro (mm) | Peso (g) | Canto                | Anverso                  | Reverso                                                      |
| -------------- | ------------ | ------- | -------- | -------- | ------------- | -------- | -------------------- | ------------------------ | ------------------------------------------------------------ |
| 10 Avos, 2007  | 10 Avos      | 1993    | Cu+Ni+Zn | Cu+Ni+Zn | 17,00         | 1,43     | Liso                 | MACAU - año de acuñación | 10 AVOS - Disfraz de la danza del león                       |
|                | 20 Avos      | 1993    | Cu+Ni+Zn | Cu+Ni+Zn | 20,00         | 2,66     | Liso                 | MACAU - año de acuñación | 20 AVOS - Carrera de canoas del festival del Dragón Borracho |
| 50 Avos, 1993  | 50 Avos      | 1993    | Cu+Ni+Zn | Cu+Ni+Zn | 23,00         | 4,61     | Estriado             | MACAU - año de acuñación | 50 AVOS - Pasacalles del festival del Dragón Borracho        |
|                | 1 Pataca     | 1992    | Cu+Ni    | Cu+Ni    | 26,00         | 8,94     | Estriado             | MACAU - año de acuñación | 1 PATACA - Faro y fortaleza de Guía                          |
|                | 2 Patacas    | 1998    | Cu+Ni    | Cu+Ni    | 27,50         | 8,94     | Liso                 | MACAU - año de acuñación | 2 PATACAS - Templo de A-Má                                   |
| 5 Pataca, 2007 | 5 Patacas    | 1992    | Cu+Ni    | Cu+Ni    | 28,00         | 10,00    | Liso                 | MACAU - año de acuñación | 5 PATACAS - Yunco y catedral de San Pablo                    |
|                | 10 Patacas   | 1997    | Cu+Ni+Zn | Cu+Ni    | 28,00         | 12,01    | Estriado discontinuo | MACAU - año de acuñación | 10 PATACAS - Iglesia de Santo Domingo                        |

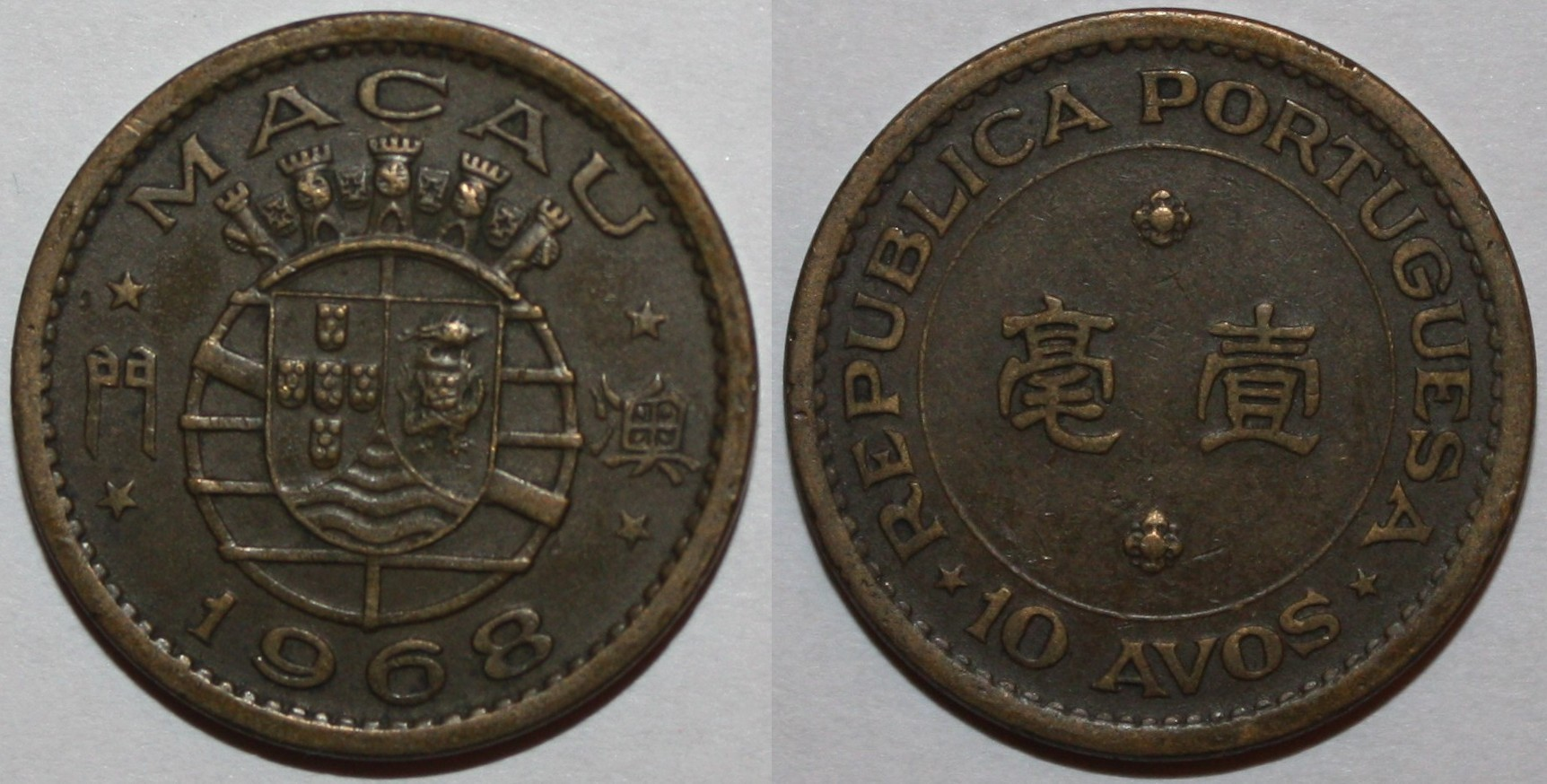
10 Avos, 1968
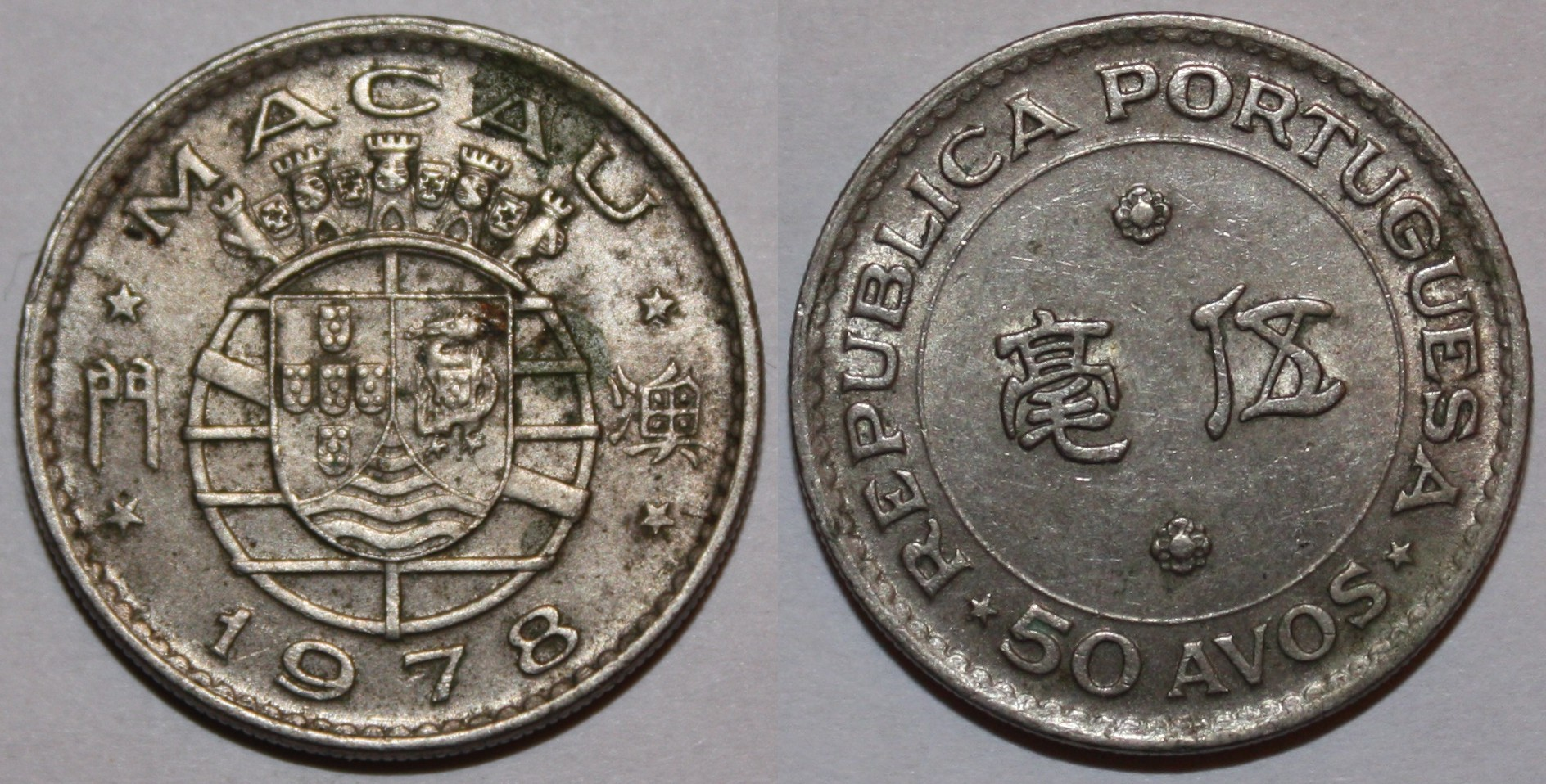
50 Avos, 1978
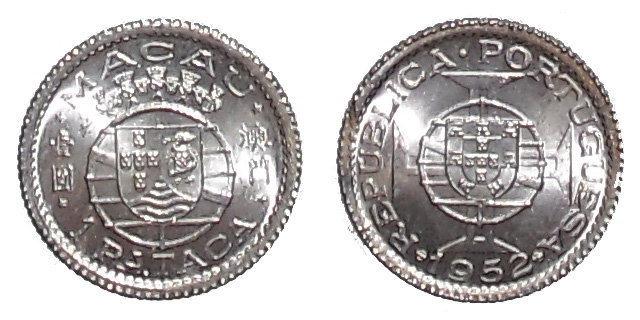
1 Pataca, 1952
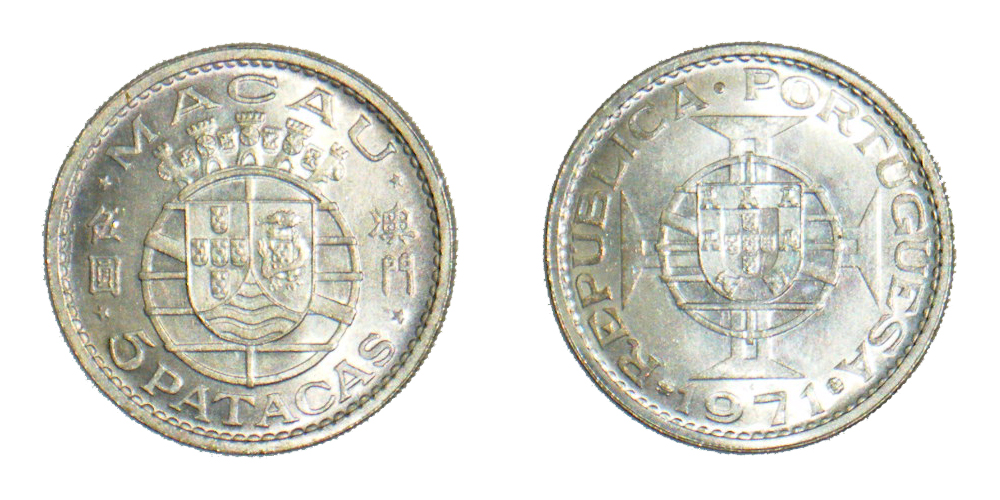
5 Pataca, 1971

- 50 Avos, 1982
- 10 Avos, 1988
- 20 Avos, 1982

### Billetes
De manera similar a la emisión de los billetes del dólar de Hong Kong, los billetes de Macao no los emitía un banco central o una autoridad monetaria, sino dos bancos privados: el Banco Nacional Ultramarino y el Banco de China. Debido al pasado colonial portugués de Macao, los billetes se imprimen tanto en chino como en portugués, incluido el nombre del Banco de China (Banco da China y 中國銀行).

#### Historia
El 27 de enero de 1906, el Banco Nacional Ultramarino introdujo emisiones de 1, 5, 50 y 100 patacas. A estos les siguieron otras denominaciones de 10 y 25 patacas en 1907. En febrero de 1920, se añadieron billetes de 5, 10 y 50 avos.
En 1923, el Banco Vui Hang introdujo billetes de 10 patacas válidos para cambiarlos por monedas de 20 centavos cantoneses. A estos billetes les siguieron en 1934 cheques emitidos por varios bancos en denominaciones de 1, 5, 10, 50, 100, 200, 400, 800 y 1000 dólares, presumiblente equivalentes a la pataca. En 1944 se emitieron cheques de 1000 yuanes.
El Banco Nacional Ultramarino aumentó las denominaciones a 1 y 20 avos en 1942. En 1944 se introdujeron billetes de 500 patacas, y las denominaciones inferiores a 10 patacas se sustituyeron por monedas en 1952. La producción de las denominaciones de 25 patacas fue discontinua después de 1958.
El 8 de agosto de 1988, el Banco Nacional Ultramarino emitió un billete de 1000 patacas. Otro cambio fue la sustitución del escudo de armas portugués por el logotipo del Banco Nacional Ultramarino. En 1995, el Banco de China introdujo billetes en denominaciones de 10, 50, 100, 500 y 1000 patacas. En 1996, el Banco de China y el Banco Nacional Ultramarino introdujeron un billete de 20 patacas.

### Emisiones actuales
Actualmente se emiten billetes de 10, 20, 50, 100, 500 y 1000 patacas. La última serie de billetes emitida por el Banco Nacional Ultramarino es de 2005, mientras que las del Banco de China son de 1995 y 2003. El 20 de diciembre de 1999, la soberanía de Macao volvió a China, y desde ese ambos bancos emitieron nuevos billetes con esta fecha. El 5 de enero de 2009 la Autoridad Monetaria de Macao anunció la emisión de nuevas series fechadas en 2008 por parte del Banco de China.

#### Series del Banco Nacional Ultramarino (BNU)
| Imagen del anverso | Imagen del reverso | Denominación | Color predominante | Dimensiones   | Descripción del anverso                                                                                        | Descripción del reverso                                                                                        |
| ------------------ | ------------------ | ------------ | ------------------ | ------------- | --- | --- |
|                    |                    | 10 Patacas   | Rojo               | 138 × 69 mm   | 10 - DEZ PATACAS - Memorial Hall del Dr. Sun - BANCO NACIONAL ULTRAMARINO - 大西洋銀行                         | 10 - DEZ PATACAS - Skyline de Macao y Puente Gobernador Nobre de Carvalho - BANCO NACIONAL ULTRAMARINO         |
|                    |                    | 20 Patacas   | Violeta            | 143 × 71,5 mm | 20 - VINTE PATACAS - Antiguo edificio del Banco Nacional Ultramarino - BANCO NACIONAL ULTRAMARINO - 大西洋銀行 | 20 - VINTE PATACAS - Skyline de Macao y Puente Gobernador Nobre de Carvalho - BANCO NACIONAL ULTRAMARINO       |
|                    |                    | 50 Patacas   | Amarillo           | 148 × 74 mm   | 50 - CINQUENTA PATACAS - Danza del león - BANCO NACIONAL ULTRAMARINO - 大西洋銀行                              | 50 - CINQUENTA PATACAS - Skyline de Macao y Puente Gobernador Nobre de Carvalho - BANCO NACIONAL ULTRAMARINO   |
|                    |                    | 100 Patacas  | Azul               | 153 × 76,5 mm | 100 - CEM PATACAS - Yunco chino - BANCO NACIONAL ULTRAMARINO - 大西洋銀行                                      | 100 - CEM PATACAS - Skyline de Macao y Puente Gobernador Nobre de Carvalho - BANCO NACIONAL ULTRAMARINO        |
|                    |                    | 500 Patacas  | Verde              | 158 × 79 mm   | 500 - QUINHENTAS PATACAS - Templo de A-Má - BANCO NACIONAL ULTRAMARINO - 大西洋銀行                            | 500 - QUINHENTAS PATACAS - Skyline de Macao y Puente Gobernador Nobre de Carvalho - BANCO NACIONAL ULTRAMARINO |
|                    |                    | 1000 Patacas | Rojo               | 163 × 81,5 mm | 1000 - MIL PATACAS - Dragón - BANCO NACIONAL ULTRAMARINO - 大西洋銀行                                          | 1000 - MIL PATACAS - Skyline de Macao y Puente Gobernador Nobre de Carvalho - BANCO NACIONAL ULTRAMARINO       |

| Imagen del anverso | Imagen del reverso | Denominación | Color predominante | Dimensiones   | Descripción del anverso                                                                    | Descripción del reverso                                                     |
| ------------------ | ------------------ | ------------ | ------------------ | ------------- | ------------------------------------------------------------------------------------------ | --------------------------------------------------------------------------- |
|                    |                    | 10 Patacas   | Rosa/Narajna       | 138 × 69 mm   | 10 PATACAS - Estatua de la diosa A-Má - BANCO NACIONAL ULTRAMARINO - MACAU - 澳門          | 10 PATACAS - Edificio del Banco Nacional Ultramarino - MACAU - 大西洋銀行   |
|                    |                    | 20 Patacas   | Violeta            | 143 × 71,5 mm | 20 PATACAS - Aeropuerto Internacional de Macao - BANCO NACIONAL ULTRAMARINO - MACAU - 澳門 | 20 PATACAS - Edificio del Banco Nacional Ultramarino - MACAU - 大西洋銀行   |
|                    |                    | 100 Patacas  | Azul               | 153 × 76,5 mm | 100 PATACAS - Plaza del Senado - BANCO NACIONAL ULTRAMARINO - MACAU - 澳門                 | 100 PATACAS - Edificio del Banco Nacional Ultramarino - MACAU - 大西洋銀行  |
|                    |                    | 500 Patacas  | Verde              | 158 × 79 mm   | 500 PATACAS - Torre Macao - BANCO NACIONAL ULTRAMARINO - MACAU - 澳門                      | 500 PATACAS - Edificio del Banco Nacional Ultramarino - MACAU - 大西洋銀行  |
|                    |                    | 1000 Patacas | Amarillo           | 163 × 81,5 mm | 1000 PATACAS - Centro Cultural de Macao - BANCO NACIONAL ULTRAMARINO - MACAU - 澳門        | 1000 PATACAS - Edificio del Banco Nacional Ultramarino - MACAU - 大西洋銀行 |

#### Series del Banco de China (BDC)
| Imagen del anverso | Imagen del reverso | Denominación | Color predominante | Dimensiones   | Descripción del anverso                                                        | Descripción del reverso                             |
| ------------------ | ------------------ | ------------ | ------------------ | ------------- | ------------------------------------------------------------------------------ | --------------------------------------------------- |
|                    |                    | 10 Patacas   | Rojo               | 138 × 69 mm   | 10 - DEZ PATACAS - Fortaleza y faro de Guía - BANCO DA CHINA - 中國銀行        | 10 - Edificio del Banco de China - BANCO DA CHINA   |
|                    |                    | 20 Patacas   | Violeta            | 143 × 71,5 mm | 20 - VINTE PATACAS - Templo de A-Má - BANCO DA CHINA - 中國銀行                | 20 - Edificio del Banco de China - BANCO DA CHINA   |
|                    |                    | 50 Patacas   | Gris               | 148 × 74 mm   | 50 - CINQUENTA PATACAS - Universidad de Macao - BANCO DA CHINA - 中國銀行      | 50 - Edificio del Banco de China - BANCO DA CHINA   |
|                    |                    | 100 Patacas  | Azul               | 153 × 76,5 mm | 100 - CEM PATACAS - Terminal de ferries de Jetfoil - BANCO DA CHINA - 中國銀行 | 100 - Edificio del Banco de China - BANCO DA CHINA  |
|                    |                    | 500 Patacas  | Verde              | 158 × 79 mm   | 500 - QUINHENTAS PATACAS - Puente de Amizade - BANCO DA CHINA - 中國銀行       | 500 - Edificio del Banco de China - BANCO DA CHINA  |
|                    |                    | 1000 Patacas | Naranja            | 163 × 81,5 mm | 1000 - MIL PATACAS - Playa de Bom Porto - BANCO DA CHINA - 中國銀行            | 1000 - Edificio del Banco de China - BANCO DA CHINA |

| Imagen del anverso | Imagen del reverso | Denominación | Color predominante | Dimensiones   | Descripción del anverso                                                            | Descripción del reverso                                                |
| ------------------ | ------------------ | ------------ | ------------------ | ------------- | ---------------------------------------------------------------------------------- | ---------------------------------------------------------------------- |
|                    |                    | 10 Patacas   | Rojo               | 138 × 69 mm   | 10 - DEZ PATACAS - Templo de A-Má - BANCO DA CHINA - 中國銀行                      | 10 - Edificio del Banco de China - MACAU - BANCO DA CHINA - 中國銀行   |
|                    |                    | 20 Patacas   | Violeta            | 143 × 71,5 mm | 20 - VINTE PATACAS - Ruinas de la iglesia de San Pablo - BANCO DA CHINA - 中國銀行 | 20 - Edificio del Banco de China - MACAU - BANCO DA CHINA - 中國銀行   |
|                    |                    | 50 Patacas   | Marrón             | 148 × 74 mm   | 50 - CINQUENTA PATACAS - Teatro de Dom Pedro V - BANCO DA CHINA - 中國銀行         | 50 - Edificio del Banco de China - MACAU - BANCO DA CHINA - 中國銀行   |
|                    |                    | 100 Patacas  | Azul               | 153 × 76,5 mm | 100 - CEM PATACAS - Fortaleza y faro de Guía - BANCO DA CHINA - 中國銀行           | 100 - Edificio del Banco de China - MACAU - BANCO DA CHINA - 中國銀行  |
|                    |                    | 500 Patacas  | Verde              | 158 × 79 mm   | 500 - QUINHENTAS PATACAS - Casa del Mandarín - BANCO DA CHINA - 中國銀行           | 500 - Edificio del Banco de China - MACAU - BANCO DA CHINA - 中國銀行  |
|                    |                    | 1000 Patacas | Naranja            | 163 × 81,5 mm | 1000 - MIL PATACAS - Edificio del Senado - BANCO DA CHINA - 中國銀行               | 1000 - Edificio del Banco de China - MACAU - BANCO DA CHINA - 中國銀行 |